# الدوري الإيطالي 1967–68
الدوري الإيطالي الدرجة الأولى 1967–68 (بالإيطالية: Serie A 1967-1968)‏ هو موسم من الدوري الإيطالي الدرجة الأولى. أقيم خلال الفترة 24 سبتمبر 1967 وحتى 12 مايو 1968، وفاز فيه إيه سي ميلان.